# Донецький кряж (регіональний ландшафтний парк)
Донецький кряж — регіональний ландшафтний парк, загальною площею майже 10000 тис. га, розташований у Шахтарському та Амвросіївському районах, обмежений заплавою р. Кринка з притоками Балка Медова, Балка Вільхова і асфальтовою дорогою через с. Петрівське — с. Григорівка — с. Кринички.
Донецький кряж, як купол, піднімається над місцевістю і відіграє величезну природну, рекреаційну й економічну роль. Зокрема на височині виникають і стікають з неї у басейни Дніпра, Дону й Азовського моря річки, тут формується особливий (більш прохолодний і вологий) клімат. Все це дає підставу виокремлювати у степовому Донбасі особливу інтразональну природну категорію, так званий «Донецький лісостеп», розташований у Шахтарському і Амвросіївському районах.
Зазнав великої руйнації в часі російсько-української війни 2014 року. Додатково з цього питання інформація міститься у статті про екологічні наслідки війни на сході України.

## Дати, площа
З метою збереження і раціонального використання типових природних ландшафтів Донецького кряжа Рішенням Донецької обласної ради від 29.02.2000 р. № 23/11-254 на території Шахтарського району створений регіональний ландшафтний парк «Донецький кряж» площею 1599,2 га.
Рішенням Донецької обласної ради від 09.11.2000 р. межі парку були змінені за рахунок включення земель Амвросіївського району площею 2353 га. Сьогодні загальна площа парку становить 3952,2 га. Парк створений на землях Амвросіївського держлісгоспу і сільгосппідприємств.

## Біоценотичний покрив
Територія являє собою типову ділянку різнотравно-типчаково-ковилового степу з байрачними масивами в гирлах балок та штучними насадженнями лісових культур. До складу парку входять степові ділянки та штучні масиви, які являють особливу наукову та природоохоронну цінність. Тут збереглися ділянки цілинних та різнотравно-типчаково-ковилових степів з байрачними лісовими масивами у гирлах балок та штучними насадженнями лісових культур у степах. Флористичний список включає понад 260 видів рослин, з яких 46 — ендемічних і 10 — занесених до Червоної книги України. Фауна включає понад 150 видів комах і 200 видів наземних хребетних, з яких 15 занесені до Червоної книги України. Ця територія є місцем зростання рідкісних видів рослин і тварин, в тому числі занесених до Червону книги України, а мальовничі ландшафти і сприятливі умови для занять спортивною риболовлею і полюванням надають території регіонального ландшафтного парку значну рекреаційну цінність.

## Ландшафти
Неповторну своєрідність даній території надає оспіваний з козацьких часів ансамбль комплексу «Савур-Могила». Щорічно тисячі людей відвідували це місце, щоб віддати данину пам'яті героям-визволителям Донбасу. А з висоти оглядового майданчика відкривається неповторний пейзаж Донецького кряжа зі степовими ділянками, байрачними лісами, сільгоспугіддями та селами. Істотне зменшення пасовищних навантажень, що відбулося за останні роки, викликало швидкі відновлювальні процеси степового біорізноманіття, і тепер степова рослинність даної території знаходиться в задовільному стані.

## Рекреація
Річки та лісові масиви дають можливість для занять спортивним рибальством та мисливством. Все це надає регіональному ландшафтному парку «Донецький кряж» великої рекреаційної цінності.